# ヒョンデ・アイオニック5
アイオニック5（IONIQ 5, 아이오닉 5）は、韓国のヒョンデ自動車が製造しているクロスオーバーSUVタイプの電気自動車（EV）である。
ヒョンデ初のEV専用車種であり、電気自動車ブランドIONIQサブブランド車の第1弾となる。2021年2月23日に正式発表された。
本項では便宜上、2023年に発売されたエボリューションモデルとなるアイオニック5N（IONIQ 5N, 아이오닉 5N）についても記述する。

## 概要

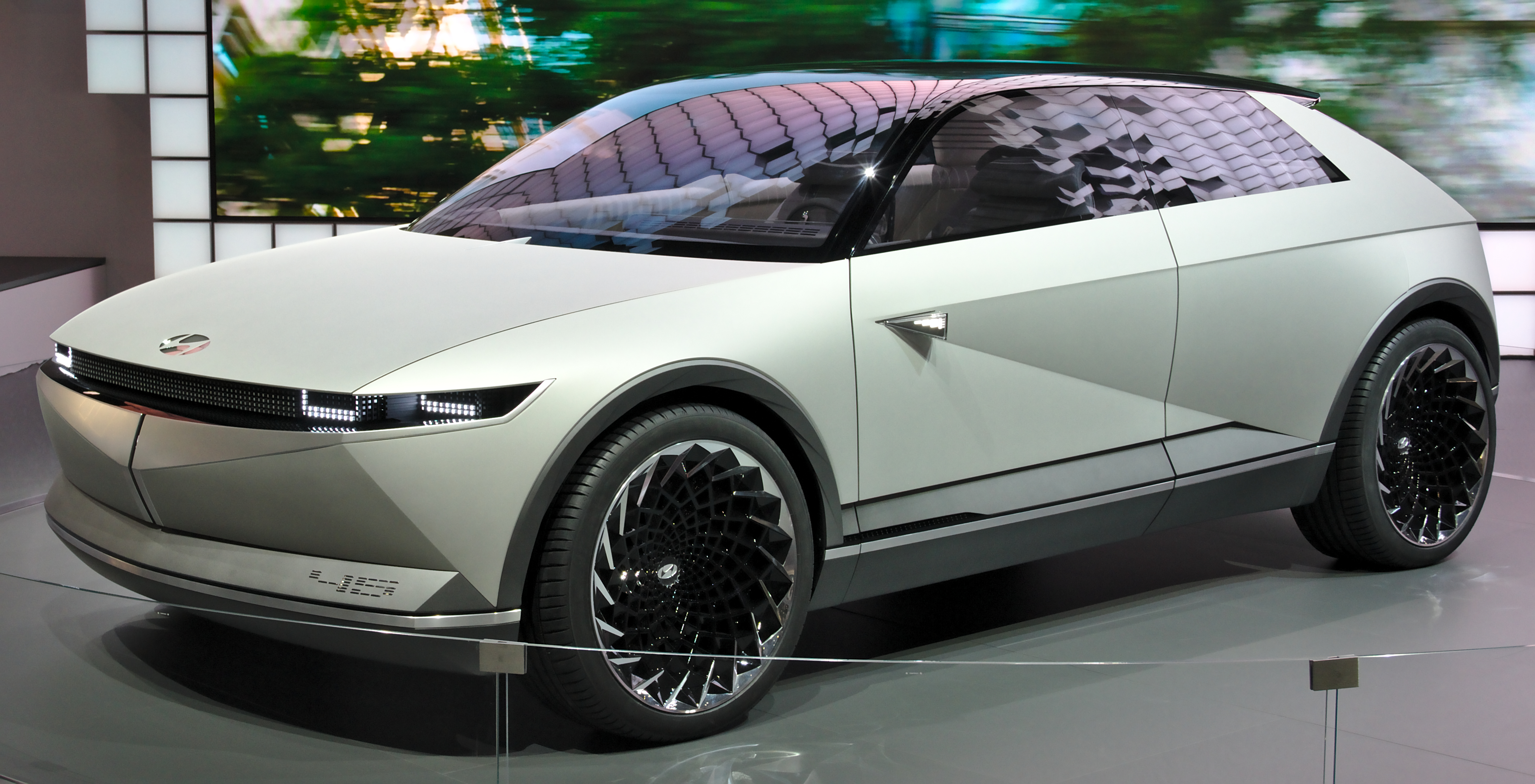
45・EVコンセプト

2019年のフランクフルトモーターショーで参考出品された45･EVコンセプトの市販モデルであり、2021年2月23日、市販仕様が世界初公開された。新開発の電気自動車専用プラットフォームE-GMP（Electric-Global Modular Platform）を初採用したモデルで、そのボディデザインはヒョンデ初の独自生産モデル、ポニーを参考にしている。

## 初代（2021年 - ）NE型
アウタードアハンドルには空力性とスタイリング性向上の目的で電動格納式が採用されている。
外観で目を引くのはパラメトリックピクセルと呼ばれる真四角のデザインを、ホイールをはじめ、ヘッドライトや電気充電口など随所に散りばめているところである。フロントは薄いヘッドライトとクラムシェルフードを採用しパーティングラインを最小化。流麗でポニーを彷彿とさせる懐かしい外見ながらもハイテクなイメージを実現した 。専用の電気自動車プラットフォームにより、3メートルのホイールベース内に平坦な床が広がりフロントセンターコンソールに関しても140 mmの前後スライドを実現した。荷室容量は5名乗車時には531 L、リアシート格納時には約1,600 Lである。
E-GMPについては現代-起亜グループ内で水平展開され、キアからは「EV6」として、ジェネシスからは「GV60」として登場するが、ホイールベースはアイオニック5のみが100 mm長い3,000 mmとなっている。

### パワートレイン
現代モービスで自社開発した永久磁石同期モーターが搭載されている。このモーターの固定子コアはヘアピン巻線方式を使うが、ヘアピン巻線をモーターに巻いて分布圏を形成して固定子コアを成す。ヘアピン巻線はコイルの端をツイスト成形してから溶接する方式を採用しているが、ここで発生するビーズ（膨らむ現象）や気孔が発生すると、モーター効率の低下でエネルギー損失が発生する。これを最小化するために、製造工程上の溶接条件と環境最適化、生産過程における気孔とビーズ散布の最適管理などを行い、上記問題によるエネルギー損失を最小化した。また、高速領域に入ると発生する電流の抵抗、つまり逆起電力発生で出力低下を最大限防止するためにIPM-SynRM方式設計を採用、永久磁石配置をV字型にして、これにより逆起電力抵抗を減らし、インバータの悪界子制御で高速領域の限界出力を高めた。
減速機は現代トランシスが開発した出力入力軸、中間軸、駆動軸の3ベアリングタイプにモーター、インバータと統合されて一体型ユニット(PE)をなす。この一体型ユニットにより、パワーユニットの剛性を上げて軽量化を実現し、統合クーリングシステムで従来の冷却水を利用してモーター部分のウォータージャケットで供給する間接冷却方式の代わりに減速機に使用する冷却、ユンハルオイルをモーター内部コイルに直接噴射する方式にベアリング減少により流体抵抗による抵抗力を従来のモーター方式と同様に維持できながら冷却効率は上げた。また、四輪駆動モデルの場合、減速機のディスコネクタ技術が入る。この技術は、従来の内燃機関四輪車と同様に、一般走行時に前輪に位置する駆動モーターと駆動軸の間の動力伝達をモーターアクチュエータで作動するクラッチを利用して物理的に分離もしくは締結できるようにした。このため、低負荷運行時、前輪をPEユニットから分離して、電力消費を6〜8%減らすと同時に、ダイナミックな運転を楽しめるようになっている。
世界で初めて量産車に適用された機能統合型ドライブアクスル(IDA)は、従来のドライブアクスルとホイールベアリングの間をボルトもしくはナットで採決する方式の代わりに一体型で製作、剛性が42%増加し、重量は10%減少した。これにより、極限走行時でも挙動反応性を従来のドライブアクスル車両より大幅に向上させた。
| バッテリー容量 (kWh) | 駆動方式 | モーターの 位置と型式 | 最高出力 (kW (PS)/rpm)    | 最大トルク (Nm (kgm)/rpm) |
| -------------------- | -------- | --------------------- | ------------------------- | ------------------------- |
| 58                   | RWD      |                       | 125 (170)                 |                           |
| 58                   | AWD      | 前                    | 53 (72)                   |                           |
| 58                   | AWD      | 後                    | 120 (163)                 |                           |
| 63                   | RWD      |                       | 125 (170)                 | 350 (35.7)                |
| 72.6                 | RWD      |                       | 160 (218)                 |                           |
| 72.6                 | AWD      | 前                    | 70 (95)                   |                           |
| 72.6                 | AWD      | 後                    | 155 (211)                 |                           |
| 84                   | RWD      | EM17                  | 168 (228) / 4,600 - 9,200 | 350 (35.7) / 0 - 4,400    |
| 84                   | AWD      | 前:EM07               | 74 (101) / 2,800 - 6,200  | 255 (26.0) / 0 - 2,600    |
| 84                   | AWD      | 後:EM17               | 165 (224) / 4,600 - 9,200 | 350 (35.7) / 0 - 4,400    |

### 年表
2022年「ワールド・カー・オブ・ザ・イヤー」「ワールド・カー・デザイン・オブ・ザ・イヤー」をダブル受賞した。
2023年1月に開催されたCES2023では2023年後半に米国・ラスベガスでサービス開始予定のアイオニック5をベースとしたロボタクシーを公開。
2024年3月4日に韓国でフェイスリフトモデルを発表。韓国での車名が「ニューアイオニック5」に変更された。フロントデザインの一部変更、リアワイパーの追加をはじめ、ARナビを搭載するなどのマイナーチェンジが行われた。また、合わせてN-Lineモデルも追加された。

## 日本市場への展開

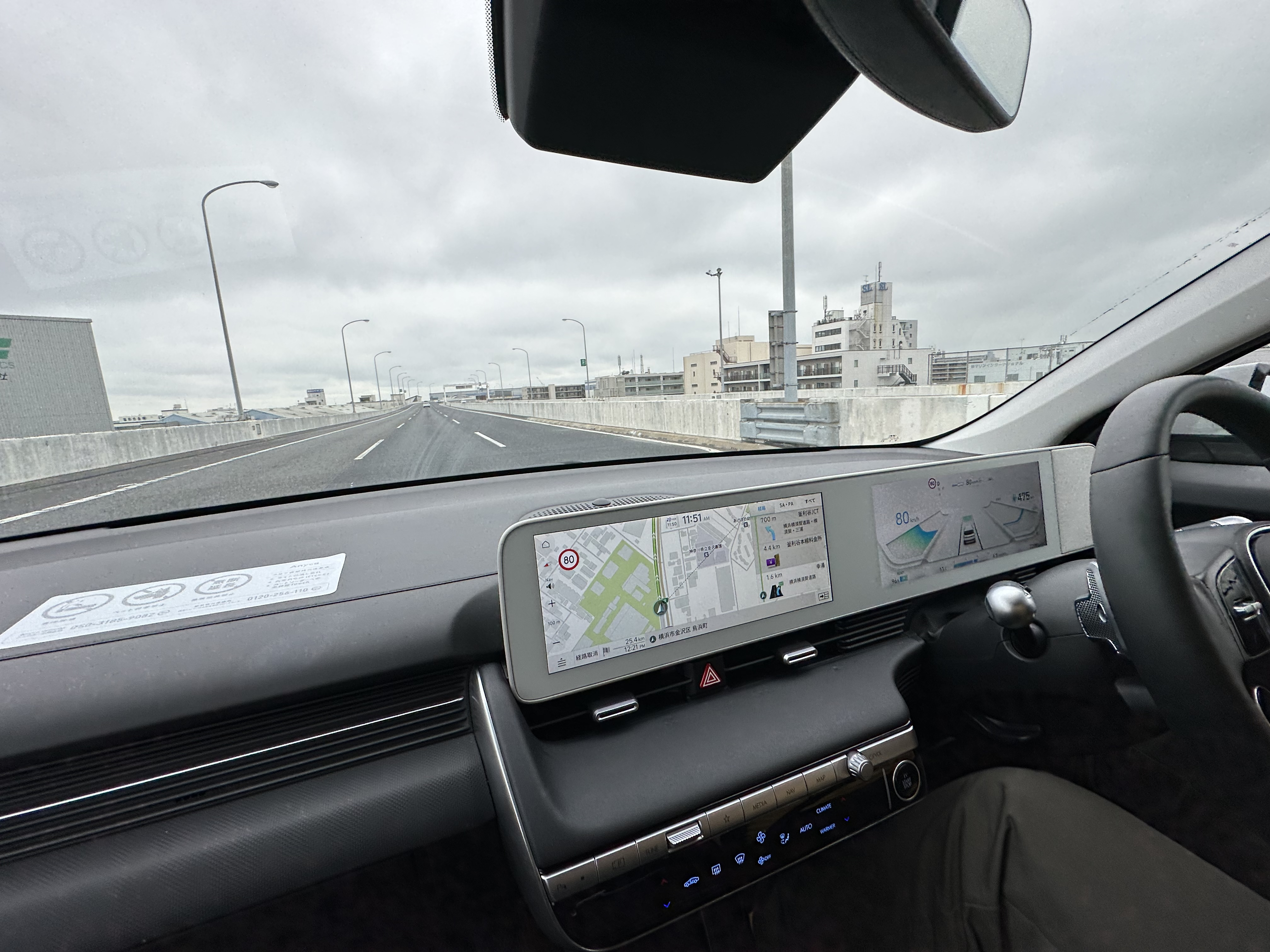
日本仕様 ダッシュボード

日本仕様は2022年2月8日に発表。日本市場に再進出を図る最初のモデルとなった。グレードはベースグレードおよび「Voyage」「Lounge」の3グレードで、LoungeにはAWD（四輪駆動）も設定される。販売価格は479万円からで同年5月より注文開始、7月よりデリバリー開始としている。日本では基本的にディーラーを設けず、全て公式アプリ/公式サイト経由にて注文受付とするが、神奈川県横浜市の北新横浜駅付近に2022年7月にオープンした「ヒョンデ カスタマー エクスペリエンス センター 横浜」においては試乗から商談、納車、整備までのすべてが可能である。
2022年7月20日、ヒョンデ自動車は日本のタクシー会社のエムケイ京都に対して、アイオニック5を50台納入する契約を締結したことを発表した。
2023年5月16日、一次改良。充電前にあらかじめバッテリー温度を高めるバッテリープレコンディショニング機能と、初期充電出力を一時的に高めるブーストチャージングプログラムを新たに採用した。中級グレードの「Voyage」にはAWDを新たに設定。また、上級グレード「Lounge AWD」をベースに「Lounge AWD Limited Edition」を100台限定発売。有機ELモニターやデジタルサイドミラーを追加装備し、ルーシッドブルーパールとアトラスホワイトマットの2色で展開する。また同日、日本でのアイオニック5の出荷台数が700台を突破したことを発表した。
2024年11月8日、大幅改良モデルを発売。ベースグレードを廃止し、「Voyage」と「Lounge」の2グレード(それぞれにRWDおよびAWDを設定)となる。バッテリー容量を84kWhに増大し、RWD車で703kmの一充電走行距離を実現した。このほか、ドライブモードに各種設定を任意で調整できる「MY DRIVE」の追加、Apple CarPlayおよびAndroid Autoのワイヤレス接続機能の追加、Loungeにドライブレコーダー、ARナビ、デジタルキー(スマートフォンやスマートウォッチで施錠・解錠・始動が可能)を装備など装備の充実も図られている。

## 受賞歴

### 2021年
- ドイツ カーオブザイヤー（GCOTY）2022「新エネルギー部門」GCOTY賞
- IDEA2021アワード自動車・交通部門 金賞
- イギリス カーオブザイヤー2021 オートエクスプレス新車賞
- TopGearカーオブザイヤー2021 エレクトリックアワード、ベストデザイン賞

### 2022年
- エドマンズ電動SUV賞2022
- ケリールブックベストバイアワード2022 ベスト電気自動車賞、ベストニューモデル賞
- モータービスケット2022 EV/ハイブリッド・オブザイヤー
- 日本カー・オブ・ザ・イヤー（JCOTY）2021 インポート・カー・オブザイヤー
- Motor1.comスターアワード2022 エディターズチョイスアワード
- カーバズアワード2022 ピープルズカーアワード
- 2022米国消費者ガイド ベストバイアワード
- モータートレンド 2022ベストSUV
- カー・アンド・ドライバー 2022米国EVオブザイヤー
- ワールド・カー・アワード（WCA）ワールドエレクトリックオブザイヤー2022、 ワールドカーオブザイヤー
- 英国カーオブザイヤー2022
- オートビルト 2022ベストインポートカーオブザイヤー
- グッドデザイン賞 交通部門、グッドデザイン

### 2023年
- オートトレーダー 英国で最も愛されている車2023、2023新車賞
- Cars.com 最高の電気自動車、最高のファミリーEV
- 2023AJACカナダカーオブザイヤー カナダユーティリティカーオブザイヤー

## アイオニック5N
日本時間2023年7月13日、英国グッドウッド・フェスティバル・オブ・スピードにてNブランドより発表された。
EVスポーツカーとして定義しており、このクラスの車両が純正採用しているEV専用スポーツタイヤを採用せず、ピレリP-Zero 275/35R/21を採用している。
ワールドプレミアではドリフト仕様に改造された車両｢IONIQ5 N DriftSpec｣も登場し、市販仕様と共にドリフトパフォーマンスを行った。

### アイオニック5からの変更点・追加装備
前後両軸にアイオニック5とは別のモーターを備えており、最高出力は合計で609PS、最大トルクは740Nmを発生する。更に、オーバーブースト機能「N Grin Boost」を使用すると性能が劇的に向上し、10秒間最高出力が650PS（通常時は609PS）、最大トルクが770Nmに向上する。
フロント/リヤのトルク配分を10パーセント刻みで11段階に調整できる、Nトルク・ディストリビューションを採用している。前輪10：後輪0の完全な前輪駆動から、前輪0：後輪10の完全な後輪駆動まで調整可能。また、リア寄りにトルクを振るとドリフト走行も可能になっている。
モーターの回生ブレーキを応用した「N-shift」を採用しており、8速DCTを擬似的に体験できる他、「疑似クラッチ蹴り」も出来るようになっている。
内外装は専用のものに交換されており、フロントシートはバケットタイプの物に変更されている。また、アイオニック5では利便性や居住空間の確保のために設定してなかったセンターコンソールも採用しており、横Gが掛かった際に膝の保護を行う目的を持つ。
また、ドライバーへの高揚感を演出するために「N Active sound +」という擬似エンジン音も収録されている。収録音は以下の通り
・Ignition：2L直4ターボエンジンをモチーフとしたもので、エラントラNやヴェロスターN、i30Nに採用されたシータ2.0ターボのエンジン音を採用している。このモードに限り、アクセル開度によってバブリング音が鳴る。
・Evolution：電気や水素モーターといったパワーユニットを装備した近未来のレーシングカーをモチーフとしたもので、RN22eやN 2025 VGTに搭載されたパワーユニットの音を調整し、採用している。
・Supersonic：ジェット戦闘機をモチーフとしたもの。このモードに限り、走行中擬似タコメーターが高回転に達した時にN-Shiftでシフトアップを行うと、戦闘機が音速を超えた際の衝撃波音が鳴る。
アイオニック5のフェイスリフトモデルより採用されたリアワイパーだが、フェイスリフトモデルが未発売の国では、リアワイパーをアイオニック5N専用装備としている。

### 日本仕様
2024年4月25日、日本仕様のアイオニック5Nの先行予約販売を発表した。同日から5月30日までを先行予約期間とし、期間内に予約された車両のうち先着50台は特別仕様車「ファーストエディション」となる。値段は通常仕様と変わらず、内外装に専用のバッヂが取り付けられる他、一部内装装飾に変更が加えられている。他にも、ファーストエディション限定のドライビングレッスンや、ドイツ・ニュルブルクリンクツアー招待券も同封される。
2024年5月23日、アイオニック5N日本仕様と攻殻機動隊 SAC_2045のコラボを発表。ティザームービーが公開された。また、6月3日から6月22日までの間、SHIBUYA TSUTAYA 1Fにてコラボ展示が行われた。
2024年6月5日に、日本仕様の発表・発売を行った。グレードは無く、価格は858万円でオプションカラーを選択すると863万5000円、マットカラーを選択すると873万4000円となる。

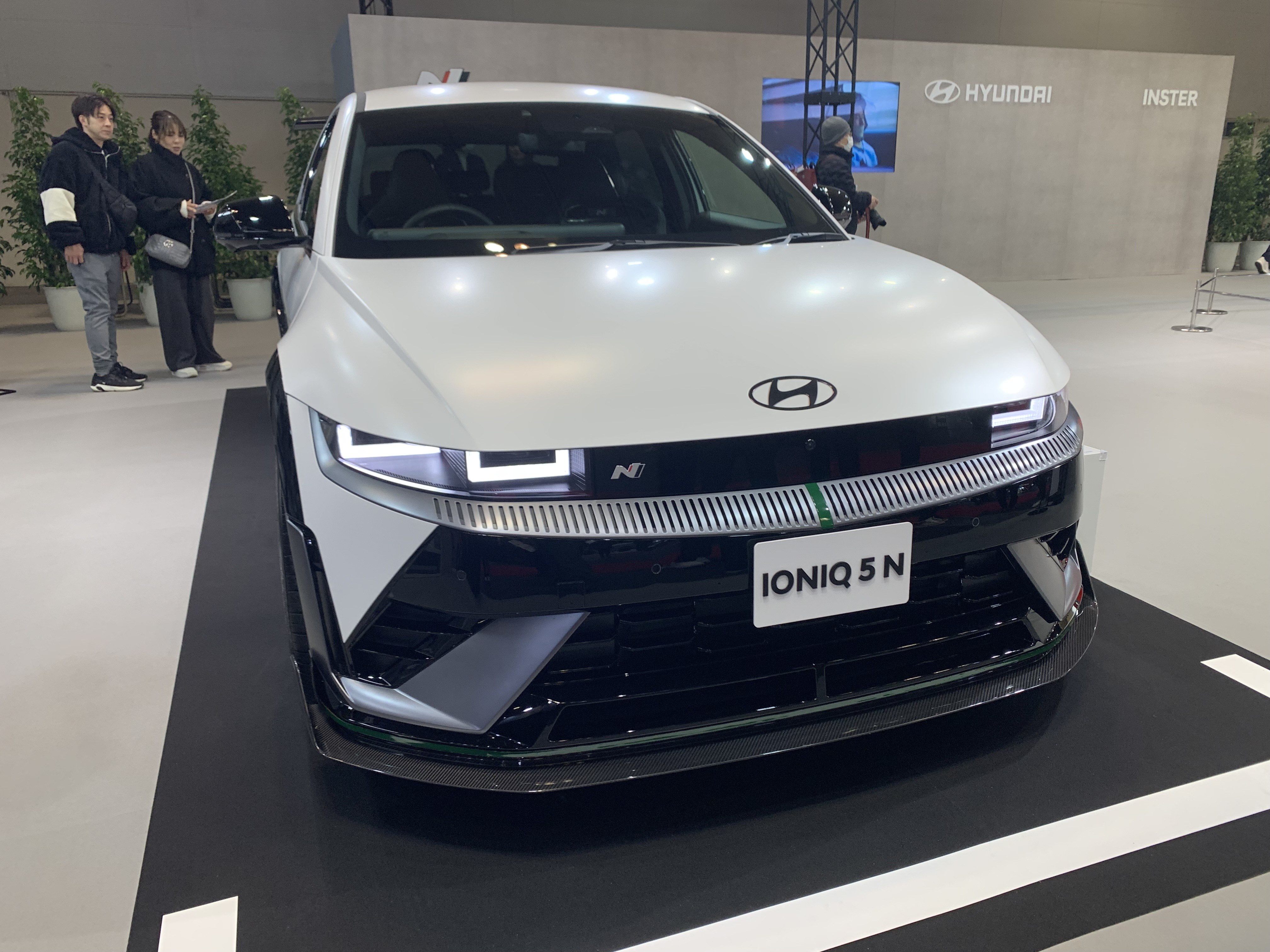
DK Edition
(大阪オートメッセ2025)

2025年1月10日、東京オートサロンにてレーシングドライバー土屋圭市とのコラボレーションモデル「DK Edition」発表。専用の白黒２トーンカラーと緑のストライプに、専用のCFRPエアロパーツ、リアスポイラー、H&R製ローダウンスプリング、WinmaX製6ピストンモノブロックキャリパー&ブレーキディスク、TWS製21インチアルミホイールを追加装備。2025年以内に日本と韓国で限定発売される予定である。日本仕様の割り当ては30台で、約250万円相当のオプションパッケージ扱いとなる。

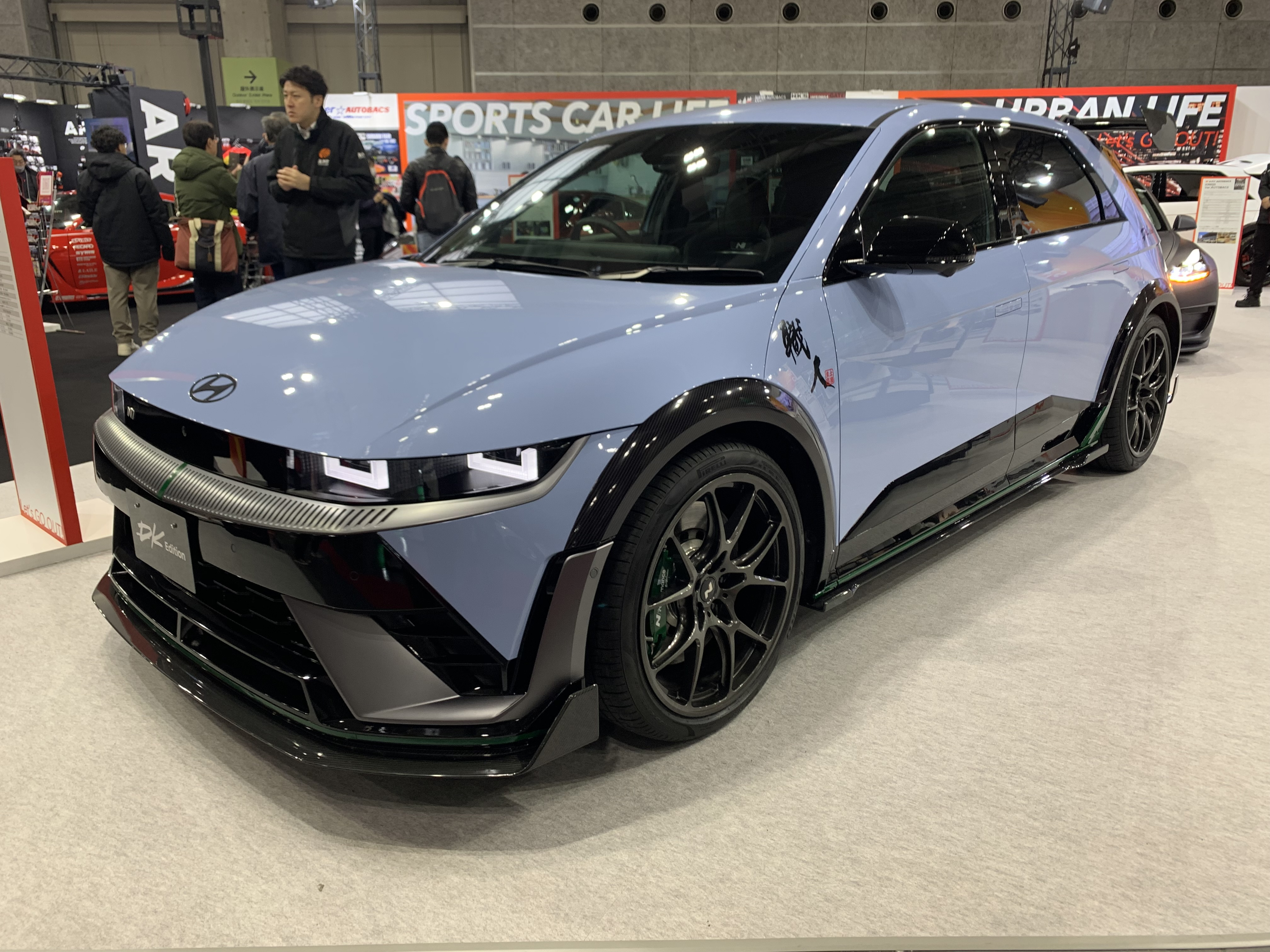
DK Edition "N Blue ver."
(大阪オートメッセ2025)

また、既存のアイオニック5Nオーナー向けの参考出品として、オートバックスブースではNブルーと黒の2トーンカラーも用意された。